# Statistična mehanika
Statístična mehánika obravnava isto področje kot termodinamika, vendar z mikroskopske plati. Obravnava sisteme zelo velikega števila atomov, molekul ali osnovnih delcev, za katere veljajo osnovni zakoni klasične ali kvantne mehanike, pri obravnavanju tako velikega števila delcev pa si pomaga s prijemi statistike. Statistična mehanika tako fenomenološke zveze termodinamike pojasni kot naravno posledici delovanja zelo velikega števila delcev, za katere veljajo zakoni mehanike. Tako lahko, na primer, na osnovi podatkov o posamezni molekuli, pridobljenih s spektroskopija napove makroskopske lastnostni snovi.
Glede na to, ali se sistem opiše klasično ali kvantnomehansko, se lahko statistično mehaniko deli na klasično in kvantno statistično mehaniko.

## Mikroskopska entropija, Boltzmannov faktor in statistična vsota
Temeljni pojem statistične mehanike je Boltzmannova definicija entropije termodinamskega sistema:
Entropija makroskopskega termodinamskega stanja je premo sorazmerna logaritmu števila mikroskopskih stanj, ki ustrezajo temu stanju.
Iz te definicije je moč izpeljati, da je v sistemu, ki je v termodinamskem ravnovesju s toplotnim rezervoarjem, verjetnost za mikroskopsko stanje z energijo W enako:
{\displaystyle \exp \left({\frac {-W}{k_{\rm {B}}T}}\right)}
Zapisani izraz je znan kot Boltzmannov faktor. Pri tem je kB Boltzmannova konstanta, T pa absolutna temperatura, ki je posledica dejstva, da je sistem v ravnovesju s toplotnim rezervoarjem. 
Verjetnosti za posamezna mikrostanja se morajo sešteti v 1 oziroma 100 %, kar pomeni, da je treba verjetnosti normalizirati. Normalizacijski faktor je statistična vsota Z. Za zaprti sistem z disktretnimi energijskimi stanji se jo lahko izračuna kot
{\displaystyle Z=\sum _{i}\exp \left(-{\frac {W_{i}}{k_{\rm {B}}T}}\right)\!\,.}
Pri tem je Wi energija i-tega stanja, kB Boltzmannova konstanta, T pa absolutna temperatura. Indeks i teče po vseh energijskih stanjih. Statistična vsota je merilo za število stanj, ki so dosegljiva sistemu pri dani temperaturi. Glej tudi izpeljava statistične vsote. 
Povzame se lahko, da je verjetnost, da se najde sistem pri dani temperaturi T v mikroskopskem stanju z dano energijo Wi, enaka:
{\displaystyle p_{i}={\frac {\exp(-W_{i}/k_{\rm {B}}T)}{Z}}\!\,.}
Ta verjetnostna porazdelitev je znana kot Boltzmannova porazdelitev.